# Riley Glacier
Riley Glacier är en glaciär i Antarktis. Den ligger i Västantarktis. Argentina, Chile och Storbritannien gör anspråk på området. Riley Glacier ligger 204 meter över havet.
Terrängen runt Riley Glacier är kuperad åt sydost, men åt nordväst är den platt. Terrängen runt Riley Glacier sluttar brant västerut. Trakten är obefolkad. Det finns inga samhällen i närheten.